# Achipteria armata
Achipteria armata är en kvalsterart som först beskrevs av Banks 1895.  Achipteria armata ingår i släktet Achipteria och familjen Achipteriidae.

## Underarter
Arten delas in i följande underarter:
- A. a. armata
- A. a. spinosa